# Cape Carteret
Cape Carteret é uma cidade  localizada no estado norte-americano de Carolina do Norte, no Condado de Carteret.

## Demografia
Segundo o censo norte-americano de 2000, a sua população era de 1214 habitantes.
Em 2006, foi estimada uma população de 1426, um aumento de 212 (17.5%).

## Geografia
De acordo com o United States Census Bureau, a localidade tem uma área de 6,5 km², dos quais 6,1 km² cobertos por terra e 0,4 km² cobertos por água.

## Localidades na vizinhança
O diagrama seguinte representa as localidades num raio de 8 km ao redor de Cape Carteret.